# Wlada Kolosowa
Wlada Kolosowa (* 2. Januar 1987 in Leningrad, UdSSR) ist eine deutsche Schriftstellerin und Journalistin.

## Leben
Kolosowa verbrachte die Kindheit in der russischen Siedlung Nikel nördlich des Polarkreises und in Schtschokino in Zentralrussland. 1999 zog sie nach Cottbus, da ihre Mutter einen Russlanddeutschen heiratete, und später nach Ulm, wo sie ihr Abitur machte. Kolosowa machte einen Bachelorabschluss in Publizistik an der Freien Universität Berlin und studierte anschließend Kreatives Schreiben an der New York University, unter anderem bei Jonathan Safran Foer und Zadie Smith.

## Werk
Wlada Kolosowa arbeitete neben dem Studium als freie Journalistin, unter anderem für den Tagesspiegel und Spiegel Online. Bekanntheit erlangte sie mit der bei Spiegel Online erschienenen Kolumne Wlada in Russland über die Reise durch ihr Geburtsland. 2012 erschien Russland To Go beim Goldmann Verlag, das auf dieser Kolumne basiert. 2014 folgte Lovetrotter, eine Sammlung von Liebesgeschichten aus fünf Kontinenten.
Nach ihrem Masterabschluss im Kreativen Schreiben arbeitete Kolosowa als Redakteurin bei Vice Media und Zeit Online.
2018 erschien ihr Romandebüt Fliegende Hunde bei Ullstein fünf, eine Liebesgeschichte zwischen zwei russischen Teenagerinnen. Der Roman folgte dem Leben der sechzehnjährigen Lena, die sich als Model bei einer zwielichtigen Agentur in Shanghai durchschlägt, und Oksana, die in einer radikalen Diät-Community die Leningrader Blockade nachahmt. Das Missy Magazine schrieb über Fliegende Hunde: „Kolosowa erzählt kolossal stringent, mit originellen Sprachbildern und bewegender Story.“
2022 kam Der Hausmann heraus, ein Roman mit einer Graphic Novel, der die Geschichte von vier Nachbarn in einem Haus in Berlin-Neukölln erzählt. Der Roman kombiniert konventionelle Erzählweisen mit Slack-Chats, graphischen Elementen, Blogbeiträgen und einem Deutsch-Übungsheft.

## Auszeichnungen
- 2011: Top 30 unter 30 (Medium Magazin)[7]
- 2017: Pushcart Prize (für die Kurzgeschichte Taxidermy)[17]
- 2018: Spreewald-Literatur-Stipendium[6]
- 2019: Gewinnerin des Debütantensalons der Erfurter Herbstlese[18]

## Werke
- Russland To Go: eine ungeübte Russin auf Reisen. Goldmann, München 2012, ISBN 978-3-641-07653-5.
- Lovetrotter: eine Reise rund um die Liebe. Kailash, München 2014, ISBN 978-3-641-12453-3.
- Fliegende Hunde. Roman. Ullstein fünf, Berlin 2018, ISBN 978-3-843-71704-5.
- Der Hausmann. Roman. Leykam, Graz 2022. ISBN 978-3-7011-8253-4.